# 高橋信隆
髙橋 信隆（たかはし のぶたか、1952年5月28日 - 2016年4月16日）は、日本の法学者。専門は、地域計画・環境保護法制理論。学位は、法学博士（立教大学・1983年）（学位論文「西ドイツにおける国土整備法制の展開」）。元立教大学法学部教授。所属学会は、日本公法学会・環境法政策学会・日本自治学会。

## 経歴
- 1971年3月　 岩手県立宮古高等学校卒業
- 1975年3月　 立教大学法学部法学科卒業
- 1978年3月　 立教大学大学院法学研究科修士課程民刑事法専攻修了
- 1982年4月 　立教大学法学部助手 （～1985年3月）
- 1983年3月　 立教大学大学院法学研究科博士課程民刑事法専攻修了、法学博士（立教大学）（学位論文「西ドイツにおける国土整備法制の展開」）。
- 1986年4月　 熊本大学教育学部助教授
- 1994年4月　 熊本大学法学部教授
- 1996年4月　 立教大学法学部教授
- 2006年4月 　立教大学法学部長・大学院法学研究科委員長（～2008年3月）
- 2007年4月　 立教大学体育会陸上競技部 部長（～2016年4月）
- 2016年4月16日　死去

## 著書
- 『環境行政法の構造と理論』信山社　2010
- 『環境法講義』編著　信山社　2012，第2版 2016（共著者：岩崎恭彦）
- 『行政法講義』編著　信山社　2014（共著者：岩崎恭彦）

## 門下生
- 岩崎恭彦（三重大学教授)